# ハドラマウト語
ハドラマウト語（ハドラマウトご、英語: Hadramitic, Hadrami）は、古代南アラビア語のひとつ。南西アラビア東部、現在のイエメンからオマーンにかけて、西暦4世紀ごろまであったハドラマウト王国で使われていた言語である。
現在のアラビア語ハドラマウト方言とは別の言語である。

## 概要
紀元前1千年紀後半にサバ王国の支配が衰えると、各地の地方語（ミナ語、カタバン語、ハドラマウト語）による碑文が増加した。ハドラマウト語の碑文は主にワーディー・ハドラマウトに沿った地域、および王国の都であるシャブワに残っている。シャブワは古代の香料貿易路の起点として重要だった。紀元前1世紀にはシャブワから数百キロメートル離れたズファール地方に勢力を伸ばし、サマールム（S1mhrm、今のオマーンの、サラーラ近郊のホール・ローリー。インド洋に望む）に植民した。ここにも碑文が残されている。ズファールは乳香の主要な産地だった。4世紀になるとハドラマウトはヒムヤル王国に支配され、ハドラマウト語にかわってサバ語で碑文が書かれるようになった。

## 特徴
音声の上では、s3 と ṯ がしばしば混同される。たとえば「3」を意味する s2lṯ が s2ls3 と書かれたり、逆に「碑文」を意味する ms3nd が mṯnd と書かれる。
サバ語の三人称代名詞や動詞使役語幹で h が現れる場所に、ハドラマウト語では s1 が現れる（ミナ語、カタバン語も同じ）。
単数の三人称接尾辞には、短い -s1 のほかに -s1ww のような長い形が見られる（カタバン語も同じ）。
サバ語の前置詞 l-「……に」にあたるのはハドラマウト語では h- になる。